# Tarakanov Ridge
Tarakanov Ridge är en bergstopp i Antarktis. Den ligger i Östantarktis. Australien gör anspråk på området. Toppen på Tarakanov Ridge är 1 614 meter över havet.
Terrängen runt Tarakanov Ridge är kuperad åt sydost, men åt nordväst är den bergig. Trakten är obefolkad. Det finns inga samhällen i närheten. 